# William Mintram
William Mintram (marzo de 1866 – 15 de abril de 1912) era uno de los fogoneros del RMS Titanic cuando este colisionó con un iceberg el 14 de abril de 1912. William trabajaba para White Star Line después de su salida de prisión por el asesinato de su mujer.

## Vida matrimonial
William se casó con Eliza Mary Rose Veal el 16 de agosto de 1886 y tuvieron cinco hijos, William Jr, Charles, George, May y Rosina. Rosina estaba casada con Walter Hurst, que era también fogonero en el Titanic.

## Asesinato
Mintram no tuvo un matrimonio feliz. En el anochecer del 18 de octubre de 1902, después de una pelea en que afirmó haberse puesto furioso porque su esposa había empeñado las botas de su hijo para pagar la bebida, le dio una cuchillada por la espalda y murió poco después. Mintram fue juzgado al mes siguiente en el tribunal de Wichester, por homicidio premeditado; prestó declaración en su propia defensa, diciendo que estaba borracho y que su mujer se había precipitado hacia él, pero no recordaba nada más. Un policía prestó declaración diciendo que había oído peleas en la casa y que tuvo que dispersar una multitud desde el exterior, aproximadamente media hora antes del ataque. Sus empleadores dijeron de Mintram que tenía un carácter excelente. El jurado dictó sentencia condenatoria por homicidio y el juez lo condenó a 12 años de trabajos forzados. Cumplió solo tres antes de ser liberado.

## Muerte
William murió en el hundimiento del Titanic como otras muchas víctimas. En la noche del hundimiento William había logrado encontrar un chaleco salvavidas, pero su yerno Walter no, así que William le dio el suyo. Sus acciones contribuyeron a la supervivencia de Walter.